# Renaud de Châtillon
Renaud de Châtillon (n. 1120, Regatul Franței – d. 4 iulie 1187, Hittin⁠(d), Sultanatul Ayyubid⁠(d)) a fost principe al Antiohiei între 1153 și 1160 sau 1161 și senior al Transiordaniei din 1175 până la moartea sa. S-a născut ca al doilea fiu al unei familii nobiliare franceze. După ce și-a pierdut o parte din moștenire, s-a alăturat celei de-a doua cruciade în 1147. S-a stabilit în Regatul Ierusalimului și a slujit în armata regală ca mercenar.
Raynald s-a căsătorit cu Constance, principesă a Antiohiei, în 1153, în ciuda împotrivirii supușilor ei. Avea mereu nevoie de bani. El l-a capturat și torturat pe Aimery de Limoges, patriarhul latin al Antiohiei, deoarece Aimery refuzase să-i plătească o subvenție. Renaud a lansat un raid de jaf pe insula bizantină Cipru în 1155, provocând mari distrugeri. Patru ani mai târziu, împăratul bizantin, Manuel I Komnen, a sosit în fața Antiohiei în fruntea unei mari armate, obligându-l pe Renaud să implore mila lui. Renaud a făcut un raid în valea râului Eufrat la Maraș ca să-i prădeze pe țăranii locali în 1160 sau 1161, dar a fost capturat de guvernatorul Alepului.
Renaud a fost ținut întemnițat până în 1176. După eliberarea sa în schimbul unei mari sume de bani, el nu s-a mai întors la Antiohia, deoarece soția sa murise între timp. S-a căsătorit cu Etienette de Milly, moștenitoarea bogată a Transiordaniei. Din moment ce Balduin al IV-lea al Ierusalimului i-a acordat și Hebronul, Renaud a fost unul dintre cei mai bogați baroni ai regatului. El controla rutele caravanelor dintre Egipt și Siria. Balduin, care suferea de lepră, l-a făcut regent în 1177. Renaud a condus armata de cruciați care l-a învins pe Saladin în bătălia de la Montgisard. El era singurul lider creștin care a urmat o politică ofensivă împotriva lui Saladin, făcând raiduri de jaf împotriva caravanelor care treceau prin apropierea domeniilor sale. El a cucerit printr-un atac-surpriză portul Eilat și de acolo la începutul anului 1183 flota sa de cinci nave a jefuit coasta Mării Roșii, amenințând ruta pelerinilor musulmani către Mecca. Saladin a jurat că nu-l va ierta niciodată pe Renaud.
În conflictele privind succesiunea regelui Renaud a fost un susținător ferm al surorii lui Balduin al IV-lea, Sybilla, și al soțului ei, Guy de Lusignan. Sibylla și Guy au reușit să pună mâna pe tron în 1186 datorită cooperării lui Renaud cu unchiul ei, Joscelin III de Courtenay. La sfârșitul anului 1186 sau la începutul anului 1187 Renaud a atacat o caravană care mergea din Egipt în Siria, susținând că armistițiul dintre Saladin și Regatul Ierusalimului nu-l obliga la nimic. După ce Renaud a refuzat să plătească o compensație, Saladin a invadat regatul și a anihilat armata cruciaților în bătălia de la Hattin. Renaud a fost capturat pe câmpul de luptă. Saladin l-a decapitat personal după ce a refuzat să se convertească la islam. Majoritatea istoricilor l-au considerat pe Renaud un aventurier iresponsabil a cărui poftă de pradă a provocat căderea Regatului Ierusalimului. Pe de altă parte, Bernard Hamilton spune că el a fost singurul lider cruciat care a încercat să-l împiedice pe Saladin să unească statele musulmane din apropiere.